# Köztünk élő angyalok
A Köztünk élő angyalok (eredeti cím: Ordinary Angels) 2024-es amerikai filmdráma, amelyet Meg Tilly és Kelly Fremon Craig forgatókönyvéből Jon Gunn rendezett. A főbb szerepekben Hilary Swank, Alan Ritchson, Nancy Travis és Tamala Jones látható.
A film az 1994-es észak-amerikai hideghullám igaztörténetén alapul. Amerikában 2024. február 23-án mutatta be a Lions Gate Entertainment. Magyarországon 2024. október 10-én a HBO Max mutatta be. Általánosságban pozitív véleményeket kapott a kritikusoktól; a 12-13 millió dolláros gyártási költségvetéssel szemben 20 millió dolláros bevételt ért el.

## Cselekmény
Ed Schmitt tetőfedő, aki két lányáról, az ötéves Michelle-ről és a nyolcéves Ashley-ről gondoskodik, miután felesége, Theresa sokéves betegség után meghalt. Édesanyjától, Barbarától kap támogatást. Sharon Stevens alkoholista fodrász, barátnőjével, Rose-zal együtt fodrászszalont vezet. Bár Rose elküldi Sharont az Anonim Alkoholisták találkozójára, a nő eleinte nem akarja bevallani alkoholizmusát.
Sharon az újságban olvas Michelle Schmitt sorsáról, akinek epeúti atresia miatt sürgősen májátültetésre van szüksége. Sharon részt vesz Michelle édesanyjának, Theresának a temetési szertartásán, bemutatkozik a családnak, és felajánlja a segítségét. Ennek eredményeképpen Sharon 24 órás hajmaratont szervez pénzgyűjtés céljából, hogy Ed ki tudja fizetni Michelle orvosi számláit. Beteg édesanyja kezelése már így is sok pénzbe került. Miközben Ed fáradhatatlanul dolgozik a pénzgyűjtésen, Sharon a helyi vállalkozásoktól kér adományokat. Emellett összebarátkozik a két lánnyal. Ezen fellelkesedve Sharon ki akar békülni elhidegült, immár felnőtt fiával, Derekkel.
Miután Michelle állapota romlik, az orvos közli velük, hogy már csak négy-hat hete van hátra, és sürgősen májátültetésre van szüksége. Michelle most már a donorlista élén áll, és szüksége van egy repülőgépre, amely Omahába repíti. Sharon segít megszervezni a szállítást, és elintézi, hogy egy tévéhíradó stábja meglátogassa Edet otthonában, ezzel is pénzt szerezve.
Amikor Barbara egy este Sharonra bízza a lányok felügyeletét, Ed részegen találja Sharont, amikor hazaér. Megkéri, menjen el, és ne jöjjön vissza. Karácsony után Sharon úgy dönt, felhagy az ivással. A Michelle-ről szóló történetet a helyi hírekben közvetítik. Amikor Louisville-t súlyos hóvihar éri, Michelle számára elérhetővé válik egy donormáj, de hat órán belül Omahába kell érnie. A repülőtér azonban a hóvihar miatt zárva van. Egy híradóműsorban helikopterpilótát keresnek, és egy vietnámi háborús veterán jelentkezik önkéntesnek. Miközben többen helyet csinálnak a helikopter leszállásához, Derek és Sharon végül kibékülnek.
A zárójelenetben a nézők megtudják, hogy az adományokból finanszírozott művelet sikeres volt. Michelle Schmitt 2014-ben végez az egyetemen, és egy évvel később férjhez megy.

## Szereplők
| Szerep           | Színész              | Magyar hang        |
| ---------------- | -------------------- | ------------------ |
| Sharon Stevens   | Hilary Swank         | Kisfalvi Krisztina |
| Ed Schmitt       | Alan Ritchson        | Varga Gábor        |
| Michelle Schmitt | Emily Mitchell       | Csiki Babita       |
| Ashley Schmitt   | Skywalker Hughes     | Koch-Bulla Zelda   |
| Barbara Schmitt  | Nancy Travis         | Incze Ildikó       |
| Rose             | Tamala Jones         | Zakariás Éva       |
| Bob Green        | David Lawrence Brown |                    |
| Derek            | Dempsey Bryk         | Kretz Boldizsár    |
| Dr. Ghorbani     | Erik Athavale        | Dévai Balázs       |
| Gabe             | Gabriel Daniels      |                    |
| Dave tiszteletes | Drew Powell          |                    |
| Theresa Schmitt  | Amy Acker            | Bittner Anett      |
| Albert Evans     | Darcy Fehr           | Kapácsy Miklós     |
| Amy Chan         | Stephanie Sy         |                    |

### Magyar változat
- Magyar szöveg: Vajda Evelin
- Hangmérnök: Soltész Márton és Kis Pál
- Vágó: Kis Pál
- Gyártásvezető: Farkas Márta
- Szinkronrendező: Nikodém Gerda
- Produkciós vezető: Fodor Eszter

A szinkront a MAHIR Szinkron Kft. készítette el.

## A film készítése
Dave Matthews Jon Bergnek mondta el a sztorit, aki a Lionsgate-hez vitte a történetet. 2022 márciusában hivatalosan is bejelentették a filmet, Hilary Swank és Alan Ritchson lesz a főszereplői, Jon Gunn pedig a rendező, aki Jon Erwinnel közösen írta a forgatókönyv legújabb vázlatát. Meg Tilly és Kelly Fremon Craig egy korábbi vázlathoz járultak hozzá, és írói kreditet kaptak. 2022 áprilisában kezdődött meg a forgatás Winnipegben és 2022 júniusában fejeződött be Albany-ban.